# Chiasmoneura melanesica
Chiasmoneura melanesica är en tvåvingeart som beskrevs av Neal L. Evenhuis 2005. Chiasmoneura melanesica ingår i släktet Chiasmoneura och familjen platthornsmyggor.
Artens utbredningsområde är Vanuatu. Inga underarter finns listade i Catalogue of Life.